# Сарпинский (остров)
Сарпи́нский — самый большой речной остров Волги и европейской части России, находится в Волго-Ахтубинской пойме. В 2006 году остров стал частью города Волгограда.

## География
Остров Сарпинский составляет единую островную систему с островом Голодный. Голодный и Сарпинский ранее, возможно, были одним островом, сейчас отделены друг от друга воложкой (небольшим ответвлением реки) Щучий проран. С южной стороны остров омывается основным руслом Волги, с северной — её рукавом воложка Куропатка, которая отделяет остров от других островов Волго-Ахтубинской поймы. С юго-востока по глубокой протоке остров граничит с островом Спорный. Система островов Голодный, Сарпинский и Спорный рассматривается триединым физико-географическим объектом.
Вопреки городской легенде, Сарпинский не является самым большим островом Европы. Его опережают например такие острова как остров Житный в Словакии площадью 1885 кв. км. и остров Брэила в Румынии площадью 710 кв. км. В России есть несколько речных островов превышающих Сарпинский, например остров Симан на реке Обь площадью более 160 кв. км.

## Гидрология
Образование острова связано с веерообразным раскрытием Волго-Ахтубинской поймы и формированием воложки Куропатки. В районе Волгограда сформировалась излучина реки, и выпуклый левый берег Волго-Ахтубинской поймы оказался в зоне подпора основного потока, что и привело к ответвлению рукава ― воложки Куропатки.
На острове насчитывается 25 относительно крупных и десятки маленьких озёр, соединённых множеством ериков. Есть болотные угодья, аналоги болот, зоны лиственных лесов центральной части умеренного климатического пояса. Водные объекты острова имеют родниковое питание. Их площадь, как и размеры самого острова, значительно изменяются в период паводка и межени. Это приводит к сезонным миграциям животных в пределах острова. Из-за строительства Волжской ГЭС и всего каскада водохранилищ на Волге и Каме, изменение высоты воды в реке во время паводка и соответственно зона подтопляемых территорий на острове сильно уменьшились.

## Природа
На острове имеются уникальные дубравы не менее 200 лет, которые вместе с дубравами Волго-Ахтубинской поймы образуют южный форпост дуба черешчатого. Помимо дубрав, основная часть которых сохранилась в центре острова вдали от зон рекреации и населённых пунктов, одним из главных богатств Сарпинского являются галерейные леса из тополя чёрного и белого а также осины. Наряду с типичными представителями пойменных ландшафтов отмечается большое распространение видов-вселенцев – ясеня пенсильванского, клена татарского, клена ясенелистного. В южной части острова труднопроходимые леса с буреломом и обилием комаров и мошек подступают прямо к берегу, и после очередного паводка часть деревьев в результате размыва корней падает в воду.
В центральной части острова на его возвышенной выровненной части (плакоре) преобладают лесостепные ландшафты. На плакорах острова есть сенокосные угодья и пастбища. Значительную часть острова занимают перезревшие климаксные лесные сообщества, но есть и прибрежные сукцессионные, то есть первичные, травянисто-полынные ассоциации на свежих прибрежных песчаных отложениях. Флора включает редкие виды травянистых растений: болотноцветник щитолистный, солодка голая, стрелолист трёхраздельный, валериана волжская и др. .
На острове обитают около 20 видов рыб. Среди млекопитающих на острове распространены европейские норки, енотовидные собаки, лисы и зайцы-русаки.
Природоохранная зона острова является уникальным орнитологическим заказником, включенным в 1996 г. в «Список потенциальных ключевых орнитологических территорий России международного значения». Орнитофауна острова включает не только обычные для поймы виды водоплавающих птиц семейства цаплевых и утиных, но и такие редкие виды как серые гуси, куропатки, краснозобые казарки, серые журавли, лебеди. На болотах острова отдыхают во время своих перелётов стаи редких видов птиц из Западной Сибири по пути в Малую Азию и Африку и обратно.
В 2013 году после присоединения к г. Волгограду с острова был снят статус особо охраняемой территории.

## Население
Постоянное население острова Сарпинский составляет около 800 человек в 16 хуторах. Летом численность увеличивается до шести тысяч человек за счёт дачников.
В марте 2010 года все населённые пункты острова были включены в состав города Волгограда. Сарпинский сельсовет, подчинённый администрации Красноармейского района Волгограда, был ликвидирован, а входившие в него хутора включены в состав Кировского района города: Бекетовский Перекат, Бобыли, Волгострой, Зайчики, Кожзавод, Крестовый, Лесной, Лещёв, Павловский, Песчаная 1-я, Песчаная 2-я, Песчаная 3-я, Рыбовод.

## Транспорт
Остров не имеет мостов, транспортное сообщение с Волгоградом летом обеспечивается автомобильным паромом из Кировского района от пристани «Руднева» и пассажирскими теплоходами от речного порта г. Волгограда и от пристаней «Тулака», «Руднева»,  «Обувная фабрика» и «Красноармейск», зимой — ледовой переправой по Волге.
На острове пристани находятся как на восточной стороне (с севера на юг) «Щучий проран», «Культбаза» и «Зайчики» так и на западной (с севера на юг) «х.Бобыли» (от пристани «Тулака» и «Обувная фабрика»),  «х.Бекетовский перекат» (от «Руднева»), и «Вязовая Грива» (от «Красноармейск»). На всю восточную сторону сообщение осуществляется от речного порта.

## Использование острова
Населенные пункты, дачные массивы и базы отдыха занимают небольшую часть острова. На остров проведено электричество но отсутствуют газ и центральное водоснабжение и канализация. На острове нет промышленности.
На острове распространен выпас крупного рогатого скота, приусадебное хозяйство, охота, любительское рыболовство и организованный отдых. Постоянное население занимается огородничеством, приусадебным хозяйством и (порою браконьерским) промыслом рыбы.
Остров используется  жителями города как рекреационная зона с дневными пляжами, базами отдыха и дачами.

## Развитие острова
В 2023 году появился план развития острова со строительством сквозной дороги через остров из Кировского в Красноармейский район. Согласно плану, на острове создадут зоны рекреации, экотуризма, и культуры. На острове планируется построить дороги, инженерные коммуникации, рекреационную, деловую, спортивную и культурно-досуговую зоны.